# Guy Condette
Guy Condette est un chef d'orchestre français, ancien chef de l'Orchestre de l'Opéra de Limoges. 

## Carrière
Après des études musicales au Conservatoire à rayonnement régional de Lille, Guy Condette entre au CNSM de Paris où il étudie le trombone, le tubas et le piano et où il suit les cours de direction de Pierre Dervaux et de Jésus Etcheverry. 
En 1969, à l'âge de 25 ans, alors qu'il est encore élève au Conservatoire national supérieur de musique, il obtient le premier prix international des jeunes chefs d'orchestre au Festival de Besançon dans la catégorie des chefs d'orchestre amateur en dirigeant un extrait du Prince Igor de Borodine avec l'Orchestre de Paris. Sept ans plus tard, il obtient le premier prix du concours Hans Haring, parrainé par Herbert von Karajan, qui lui est décerné à Salzbourg par la radio autrichienne.  
En 1975, il dirige l'Orchestre de l'Opéra de Limoges en tant que chef invité et en devient, quelque temps après, le directeur attitré. En 1977, il dirige l'Orchestre Philharmonique de Radio France au Festival du Marais. Il est également invité dans de nombreuses maisons d'opéra françaises pour en diriger les orchestres comme chef invité : Nice, Strasbourg, Lille, Marseille, Metz, Saint-Étienne, Avignon, entre autres, mais également dans des grandes villes européennes comme Salzbourg, Luxembourg, Genève, Barcelone, Naples, Varsovie, Bruxelles ou encore Lausanne. 
Son travail ne se limite point à la simple exécution des œuvres classiques ; Guy Condette participe à la création de trois pièces pour orchestre symphonique de Cesar Bresgen.En 1976, il réalise un arrangement musical de l'opérette en deux actes Miss Helyett de Edmond Audran. On retient notamment son nom pour avoir donné l'entièreté de La Chute de la Maison Usher de Debussy. 
Il met fin à sa carrière de chef directeur de l'Orchestre de l'Opéra de Limoges en 2009 et laisse sa place de chef à Jérôme Kaltenbach et celle de directeur de maison d'Opéra à Alain Mercier.